# سیکلوهپتاتری‌ان
سیکلوهپتاترین (به انگلیسی: Cycloheptatriene) یک ترکیب شیمیایی با شناسه پاب‌کم ۱۱۰۰۰ است؛ که جرم مولی آن ۹۲٫۱۴۱ g/mol می‌باشد.